# オガトレ
オガトレ（本名：尾形竜之介、1991年8月25日 - ）は、日本の男性YouTuber、理学療法士、トレーナーである。株式会社OGATOREの代表取締役を務めている。

## 来歴
宮城県気仙沼市生まれ。専門大学卒業後、理学療法士の資格を習得し、公立の急性期病院で脳外科、整形外科、呼吸器、癌、スポーツ外来などで体が硬いことから生ずる不調に悩んでいる人のリハビリテーションに従事し、トレーナーとしてインターハイや国民体育大会への同行も行い、計8年間病院・施設に勤務した。
その後、訪問リハビリテーションやフィットネスジムの責任者などを経て、家でストレッチすることを広めれば、自分が見ている患者だけでなく、田舎で困っている人も助けることができると考え、病院を辞職し、「カラダが硬くて困っている人をゼロに」という目標を掲げてYouTubeでの動画配信を始めた。現在もストレッチ系YouTuberとして活動している。
DIAMOND ONLINEでは「オガトレの超・超・超かたい体が柔らかくなる30秒ストレッチ」と題されたシリーズの連載が行われている。
2023年5月より東北地方を拠点に活動している女性アイドルグループ「いぎなり東北産」のトレーナーを務めている。

## 出演

### テレビ
- 『沼にハマってきいてみた』（2021年6月28日、NHK Eテレ）[12]
- 『めざまし8』（2022年1月28日、フジテレビ）(オガトレHITも登場)
- 『主治医が見つかる診療所』（2022年4月、テレビ東京）
- 『生活情報マーケット なないろ日和!』（2022年4月、テレビ東京）
- 『あさイチ』（2023年2月（スタジオ生出演）、2023年4月（出演）、NHK総合）
- 『サクッと!エクササイズ スタプラ』（2024年7月15日、22日、29日、8月5日、フジテレビ）

### イベント
- ボディーワークプログラム「究極のひと休み」（2020年10月28日）[13]
- 宮城県仙台商工会議所「女性経営者公開講演会」（2022年6月）

## 出版物・WEBメディア

### 書籍
- 『オガトレの超・超・超かたい体が柔らかくなる30秒ストレッチ』（2020年7月、ダイヤモンド社、ISBN 9784478110973）[14]
- 『オガトレのおなか激やせストレッチ』（2020年9月8日、マキノ出版、ISBN 9784837673309）[15]
- 『オガトレ式! タオル1本で超・超・超かたい体も柔らかくなる奇跡のストレッチ』（2022/8/23、TJムック、宝島社）

### 雑誌・広報誌
- 『週間SPA!』（2022年 2/15 号、扶桑社）(*自社通販Gi by OGATOREも紹介)
- 『女性セブン』（2022年2月、小学館）
- 『VOCE』（2022年6月、講談社）
- 『anan』（2022年6月、マガジンハウス）
- 『UOMO』（2022年6月、集英社）
- 『#よむヤクルト』（Vol.8 裏表紙掲載）（2023年4月、ヤクルト本社）

### WEBメディア
- 健康情報メディア『HELiCO』（2022年4月、アイセイ薬局）
- スマホ・マガジン『Hot-Dog PRESS』（2022年4月、講談社）(*自社アプリオガトレHIT紹介)
- ヘルスケア＆介護・看護・リハビリ業界の応援メディア『モアリジョブ』（2022年4月、リジョブ）